# Erick Rodríguez Santamaría
Erick Alberto Rodríguez Santamaría (Guápiles, Costa Rica, 4 de diciembre de 1973 - Ámsterdam, Países Bajos, 12 de septiembre de 2023) fue un entrenador costarricense.

## Trayectoria

### Municipal Liberia
Debutó como director técnico el 15 de octubre de 2015 bajo el mando de Municipal Liberia en la Primera División de Costa Rica contra C.S Uruguay de Coronado el encuentro finalizó con un empate 1-1. Estuvo bajo el mando de los Liberianos durante tres temporadas con el que registró 62 partidos dirigidos con 17 victorias, 17 empates y 28 derrotas.

### Jiracal Sercoba
En el año 2018 pasó a ser el segundo director técnico en Jiracal Sercoba. En 2020 se convertiría en entrenador del equipo Jicaraleño, su debut se dio el 12 de enero de 2020 contra Municipal Pérez Zeledón en victoria 3-1, el 7 de septiembre del mismo año fue sustituido registrando 25 partidos dirigidos, 8 victorias, 8 derrotas y 9 empates.

### A.D San Carlos
El 8 de septiembre de 2020 se convirtió en el segundo entrenador de A.D San Carlos con el director técnico principal Jeaustin Campos, en 2021 sería sustituido del cuadro norteño.

### Santos de Guápiles
El 8 de febrero de 2021 se convirtió en director técnico de Santos de Guápiles, su debut en el cuadro santista se produjo el 14 de febrero contra Club Sport Herediano en la derrota 2-1. Finalizado el campeonato de clausura 2021 el cuadro guapileño se ubicó en la 2ª posición con 36 pts logrando clasificar a semifinales. Rodríguez se enfrentó ante el Club Sport Herediano en un marcador global con derrota 2-1 siendo eliminados. La excelente participación destacada del torneo clausura logró llevarlos a la Liga Concacaf en lo que sería su debut en competiciones internacionales como entrenador enfrentándose ante Verdes FC en primera ronda con el marcador global 6-1, Rodríguez se enfrentó ante C.D Plaza Amador de Panamá, logrando obtener la victoria global y contra Forge FC de Canadá en cuartos de final con derrota global 4-3.
En el campeonato apertura 2021, Rodríguez ubicó a Santos de Guápiles en la 3ª posición con 36 pts, logrando clasificar a semifinales contra la L.D Alajuelense siendo eliminados globamente 3-3. Rodríguez tuvo la oportunidad de debutar en la Liga de Campeones de la Concacaf contra New York City FC en el que fueron eliminados globamente 0-6. Bajo el cuadro santista estuvo durante 64 partidos, 25 victorias, 16 empates y 23 derrotas.

### Costa Rica U-17
El 1 de julio de 2022, asumió el cargo de la selección sub-17 de Costa Rica con mira al Campeonato Sub-17 de la Concacaf de 2023. Tuvo sus primeros amistosos con el combinado patrio contra las selecciones de Guatemala y Honduras, en una triangular amistosa.
Debutó en el Torneo Uncaf U17 el 17 de octubre de 2022 contra Guatemala con victoria 3-2, seguidamente se enfrentó ante Nicaragua con victoria 1-3, y con derrota ante México 0-2, logrando ubicarse en segunda posición del grupo B, teniéndose que enfrentar ante Panamá por el tercer lugar. El encuentro ante los panameños ocurrió el 23 de octubre con victoria a favor de 1-0, logrando quedar en la tercera posición del Torneo Uncaf U17.
El 3 de febrero de 2023, Rodríguez realizó la nómina de los jugadores que asistirían al Campeonato Sub-17 de la Concacaf de 2023. Rodríguez lideró a la selección, enfrentándose ante Guadalupe, Cuba y Jamaica, logrando clasificar a octavos de final, donde quedaron eliminados de la competición por Puerto Rico en tanda de penales por 2-4.

## Clubes

### Como director técnico
| Equipo             | País       | Año       |
| ------------------ | ---------- | --------- |
| Municipal Liberia  | Costa Rica | 2015-2018 |
| Jiracal Sercoba    | Costa Rica | 2020      |
| Santos de Guápiles | Costa Rica | 2021-2022 |
| Costa Rica U-17    | Costa Rica | 2022      |
| Costa Rica U-23    | Costa Rica | 2023      |

### Como segundo director técnico
| Equipo          | País       | Año       |
| --------------- | ---------- | --------- |
| Jicaral Sercoba | Costa Rica | 2018-2020 |
| A.D San Carlos  | Costa Rica | 2020-2021 |
| Costa Rica U-20 | Costa Rica | 2022      |
| Costa Rica      | Costa Rica | 2023      |

## Fallecimiento
El 9 de septiembre de 2023, presentó problemas de salud a causa de una neumonía en su traslado de Newcastle a Zagreb, mientras se encontraba como asistente técnico de la selección de Costa Rica, en Países Bajos en ciudad de Ámsterdam. Se mantuvo en el hospital de OLVG para ser valorado médicamente y el 12 de septiembre se oficializó su fallecimiento en Países Bajos.